# Francis Rogers
Francis Millet Rogers (New Bedford, Massachusetts, 26 de novembro de 1914 — Morristown, 15 de agosto de 1989) foi um professor de línguas e literaturas românicas da Universidade de Harvard que se destacou no estudo da história da expansão portuguesa.

## Biografia
Francis Millet Rogers nasceu em New Bedford, Massachusetts, filho de Frank Leo e de sua esposa Laura Sylvia Rogers, de ascendência portuguesa. Depois de completar os estudos secundários em New Bedford obteve um bacharelato em artes (AB) na Universidade de Cornell em 1936. Continuou os estudos na Universidade de Paris onde obteve um mestrado no ano de 1935. Obteve um doutoramento (PhD) na Universidade de Harvard em 1940 com uma dissertação sobre a pronúncia nos Acores e na Madeira.
Durante os seus estudos foi Sheldon traveling fellow tendo visitado Portugal, a ilha da Madeira e os Açores (1938-1939). Foi admitido como membro do (Fellow) do American Council Learned Societies, tendo visitado o Brasil em 1941. Foi junior fellow da Society of Fellows da Harvard University (1940-1941). Com a entrada dos Estados Unidos na Segunda Guerra Mundial foi mobilizado como oficial do U. S. Marine Corps e enviado para Marrocos. O seu desempenho nas operações em Marrocos (Operation Torch) valeu-lhe ser condecorado em 1942 com a Silver Star. Participou nos desembarques na Sicília (Operation Husky) e em Salerno (Operation Avalanche). Terminada a guerra foi desmobilizado com o posto de coronel. Em 1950 foi feito cavaleiro da Legião de Honra.
Voltou para a Universidade de Harvard onde em 1945 começou a trabalhar como instrutor de línguas e literaturas românicas. Em 1946 passou a professor associado, posição que manteve até 1952, passando a professor catedrático (Professor of Romance Languages and Literatures) em 1952. Em 1977 passou a ocupar a cátedra Nancy Clark Smith de língua e literatura de Portugal, que manteve até 1981, ano em que passou a emérito.
Foi tutor sénior na John Winthrop House (1946-1950), diretor do Departamento de Línguas Românicas e Literaturas (Department of Romance Languages and Literature) da Universidade de Harvard (1947-1949 e 1961-1966) e dean da sua Graduate School Arts and Sciences (1949-1955). Foi presidente do Colóquio de Estudos Luso-Brasileiros que se realizou em 1950 na cidade de Washington.
Considerado um excelente pedagogo, recebeu nove doutoramentos honorários de instituições norte-americanas e estrangeiras.

## Obras
Entre muitas outras obras, é autor das seguintes monografias:
- The Quest for Eastern Christians: Travel and Rumor in the Age of Discovery
- Precision Astrolabe: Portuguese Navigators and Transoceanic Aviation
- Higher education in the United States, a summary view
- Atlantic Islanders of the Azores and Madeiras
- Europe Informed: An Exhibition of Early Books Which Acquainted Europe With the East, Sixth International Colloquium on Luso-Brazilian Studies 1966
- The Travels of the Infante Dom Pedro of Portugal